# Fernande von Hugo
Molly Luise Karoline Fernande von Hugo (* 31. Juli 1854 in Eystrup, Amt Hoya, Königreich Hannover; † nach 1940) war eine deutsche Landschaftsmalerin.

## Leben
Von Hugo, älteste Tochter des königlich preußischen Obersten August von Hugo (1822–1910) und dessen Ehefrau Agnes, geborene Drechsler (1834–1911), erhielt eine künstlerische Ausbildung an der Kunstakademie Kassel unter Emil Neumann. Außerdem erhielt sie Privatunterricht in Düsseldorf. Sie ließ sich in Kassel nieder.